# Аз пея под дъжда
„Аз пея под дъжда“ (на английски: Singin' in the Rain) е американски филм, музикална комедия с режисьор и хореограф Джийн Кели и Стенли Донън, с участието на Кели, Доналд О'Конър и Деби Рейнълдс. Филмът е само един скромен хит, когато първо излиза. Въпреки това, сега му е даден статус на легендарен от съвременните критици и често се разглежда като най-добрият филм мюзикъл, правен някога и най-добрият филм, правен някога в Metro-Goldwyn-Mayer. Той оглавява списъка на Американския филмов институт за най-добрата филмова комедия и е класиран на пето място като най-добрият американски филм на всички времена.
През 1989 г. американскта библиотека на Конгреса го избира за съхранение в Националния филмов регистър.

## Сюжет
Сюжетът изобразява Холивуд в края на 1920-те, когато ерата на немите филми е към края си.

## В ролите
| Актьор         | Роля          |
| -------------- | ------------- |
| Джийн Кели     | Дон Локууд    |
| Доналд О'Конър | Космо Браун   |
| Деби Рейнълдс  | Кати Селдън   |
| Джийн Хаген    | Лина Ламонт   |
| Милард Мичъл   | Р. Ф. Симпсън |
| Сид Чарис      | танцьор       |
| Дъглас Фоули   | Роско Декстър |
| Рита Морено    | Зелда Зандърс |

## „Аз пея под дъжда“ В България
В България първоначално е излъчван за първи път по Първа програма на Българската телевизия.
От 1995 до 2014 г. филмът често е излъчван по TCM в България.
През 2000 г. филмът за първи път излиза на DVD от Александра Видео с български субтитри.
През 2008 г. е издаден отново на DVD от Прооптики България.